# Hogna crispipes
Hogna crispipes este o specie de păianjeni din genul Hogna, familia Lycosidae. A fost descrisă pentru prima dată de L. Koch, 1877. Conform Catalogue of Life specia Hogna crispipes nu are subspecii cunoscute.